# Vlag van Zuid-Moravië

Vlag van Zuid-Moravië (ratio 2:3)

Vlag van Brno

De vlag van Zuid-Moravië is, net als alle andere Tsjechische regionale vlaggen (uitgezonderd de vlag van Praag), ingedeeld in vier kwartieren. De vlag is in gebruik sinds 25 november 2003.
Het eerste kwartier toont de adelaar van Moravië, die ook op het wapen van Tsjechië staat. Deze adelaar is standaard in rood-witte kleuren volgens een schaakbordpatroon. In het vierde kwartier staat de adelaar nog eens, maar nu in gele en rode blokken.
Het tweede kwartier is afgeleid van het wapen (en de vlag) van Brno, de regionale hoofdstad. Het wapen van Brno staat hier links afgebeeld.
In het derde kwartier staan lijsterbessen afgebeeld; deze vrucht is een Moravisch symbool.